# Marconi Wireless Telegraph Company
Marconi Wireless Telegraph Company era una companyia de telecomunicacions britànica que va existir des de 1897 fins a 2006, sofrint nombrosos canvis, fusions i adquisicions durant aquest temps. La companyia va ser fundada per l'inventor italià Guglielmo Marconi i va ser originalment conegut com a Marconi Wireless Telegraph Company. La companyia va ser pionera de la comunicació sense fils de llarga distància i els mitjans de comunicació la difusió, arribant a ser una de les empreses de fabricació al Regne Unit més reeixides. El 2006, extremes dificultats financeres van portar al col·lapse de l'empresa, essent la major part de l'empresa adquirida per Ericsson.

## Història

### Diferents noms de l'empresa
1897-1900, The Wireless Telegraph & Signal Company

1900-1963, Marconi's Wireless Telegraph Company

1963-1987, Marconi Company Ltd

1987-1998, GEC-Marconi Ltd 

1998-1999, Marconi Electronic Systems Ltd 

1999-2006, Marconi plc

### Història

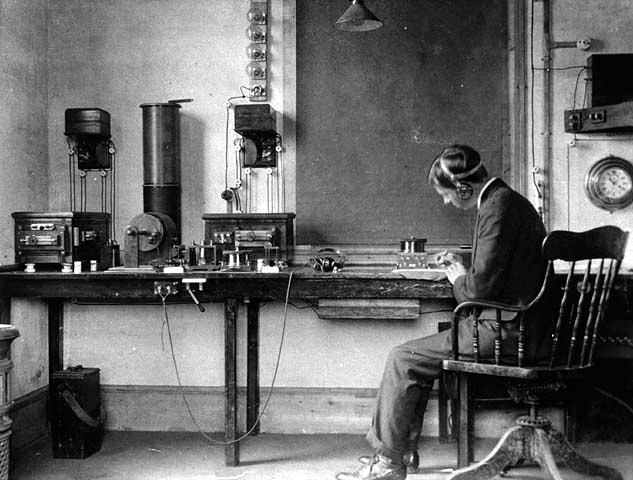
Un empleat de l'empresa Marconi, Anglaterra, 1906

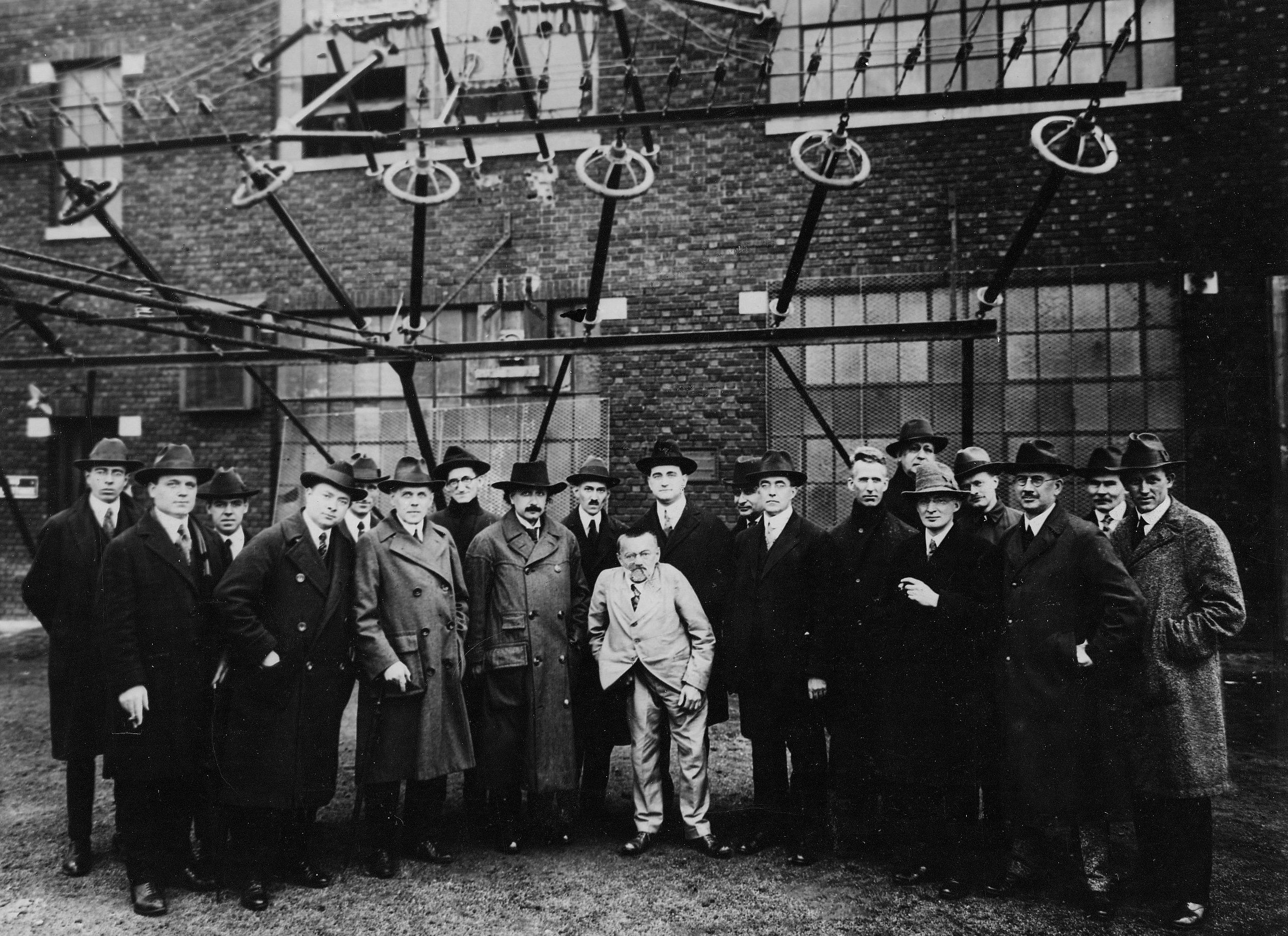
Marconi Wireless a l'estació de Somerset, Nova Jersey l'any 1921

Marconi Wireless Telegraph Company es va formar el 20 juliol 1897 després de la concessió d'una patent britànica per a la telefonia mòbil al març d'aquest any. La companyia va obrir la primera fàbrica del món de ràdio a Hall Street, en Chelmsford l'any 1898 i va ser responsable d'alguns dels avenços més importants de ràdio i televisió.
Marconi's Wireless Telegraph Company va ser creada el 1901. L'empresa i la fàbrica es va traslladar a New Street Works el 1912, per permetre l'expansió de la producció a la llum de la RMS Titanic desastre. Juntament amb els empresaris privats, la companyia Marconi va formar el 1924, el Unione Italiana Radiofònica (URI), la qual va ser concedida un monopoli pel règim de Mussolini de les emissions de ràdio en 1924. Després de la guerra, l'URI va esdevenir el RAI, encara activa avui dia.
El 1939 els Laboratoris de Recerca de Marconi al Great Baddow es van fundar i el 1941 hi va haver una compra de Marconi-Ekco Instruments per formar Instruments Marconi.